# Hrvatski frazeološki rječnik
Hrvatski frazeološki rječnik rječnik je koji obrađuje frazeme u hrvatskome jeziku. Njegovi su autori Antica Menac, Željka Fink Arsovski i Radomir Venturin, a prvi je put objavljen 2003. u izdanju Naklade Ljevak.

## O rječniku
Budući da je takvu rječniku prethodio samo Frazeološki rječnik hrvatskoga ili srpskog jezika Josipa Matešića iz 1982., koji je pokrivao frazeme prikupljene iz građe hrvatskih i srpskih književnika, Hrvatski frazeološki rječnik danas se smatra prvim frazeološkim rječnikom koji obrađuje samo hrvatske frazeme.
Objavljen je u dvama izdanjima; prvo izdanje sadrži 2258 frazema, a drugo, objavljeno u studenome 2014., obrađuje više od njih 4000. Razlog toj promjeni u kvantiteti jest taj što su autori u prvome izdanju odlučili popisati samo one frazeme koji „imaju široku uporabu u suvremenom hrvatskom jeziku” i izostaviti one „arhaične i naglašeno stilski ili emocionalno obilježene”, a u drugo izdanje unijeli su i „manje frekventne frazeme” kako ne bi prešli u „pasivni fond”.